# 福建师范大学附属中学初中部
福建師範大學附屬中學初中部（英語：Junior High School of Affiliated High School of Fujian Normal University），原稱福州时代中学（英語：Fuzhou Shidai Middle School），創始於1994年，原係由福建師範大學附屬中學创办的一所民办中学。
2022年，學校转为公办福建师范大学附属中学初中部，现由福建师范大学附属中学管理。学校位于福建省福州市仓山区程埔路172号，原校址为福建師範大學生命科學學院校址，与福建師範大學附屬中學高中部毗邻。

## 历史
福州时代中学创办于1994年，由福建师大附中创办，最初为民办学校。2022年，随着“公参民”学校转设工作推进，学校转为公办初中部，隶属福建师范大学附属中学管理，继续招收初中新生。

## 办学条件与办学理念
学校依托福建师大附中的优质资源，秉承“以天下为己任”的校训，坚持“立德育才，全面发展”的办学宗旨。学校办学规模稳步扩大，注重德智体美全面发展，致力于提高教育教学质量。